# Castell de Lludient
El Castell de Lludient, a la comarca d'Alt Millars, està constituït per les restes d'un castell de l'època islàmica medieval, catalogat, de manera genèrica, com Bé d'Interès Cultural, del que actualment no queda pràcticament gens.

## Història
La zona de Lludient ha tingut assentaments poblats des de l'edat del Bronze, l'època íbera i fins i tot existeixen restes d'una vila romana en el seu terme. Malgrat tot això no se sap certament quan va tenir el seu origen el poble de Lludient, ja que no hi ha unanimitat entre autors, havent-hi opinions diverses, des del grup que considera que el seu origen està en l'època íbera, i els que consideren que el seu origen és de l'època árab.
En un primer moment va pertànyer a l'antic bisbat de Dénia, adscrivint-se en ell amb el nom de “Intam”.
Tota la zona en la qual Lludient es troba va estar immersa en els conflictes amb la població hispana-musulmana que encapçalava el rei Almohade Zeit Abú Zaiyd, que va fixar la seva última residència a Argeleta, deixant el castell del Bou Negre, situat entre els actuals termes d'Argeleta i Lludient. Aquest rei es cristianitzà cristianizó i fins i tot va ajudar el rei Jaume I d'Aragó en la conquesta de València.
És probable que Lludient fos habitada per pobladors dels anteriors nuclis. De fet, es considera que l'assentament islàmic, que posseïa l'estructura pròpia de qualsevol ciutat islàmica, va haver de desenvolupar-se al voltant del castell d'època àrab, que es localitzava en la part alta de la Mola datat dels segles X al xii, que va acabar coneixent-se com “Castell de Lludient”.